# Хорино
Хорино — деревня в Окуловском муниципальном районе Новгородской области, относится к Боровёнковскому сельскому поселению.
Деревня расположена на северном берегу Хоринского озера и на левобережье реки Хоринка в 6 км к северо-востоку от административного центра сельского поселения — посёлка Боровёнка. Расстояние до административного центра муниципального района — города Окуловка — 13 км на юго-восток или 26 км по автомобильным дорогам.
| 2010 |
| ---- |
| 29   |

## История
Первое упоминание о деревне в 1495 году в писцовых книгах Деревской пятины. В Новгородской губернии деревня была приписана к Заозёрской волости Крестецкого уезда, а с 30 марта 1918 года Маловишерского уезда.

## Транспорт
Ближайшая железнодорожная станция расположена в Боровёнке. Через деревню проходит автомобильная дорога Боровёнка — Висленев Остров — Любытино, у западной части деревни мост через реку Хоринка.